# 존 캐서데이
존 캐서데이(영어: John Cassaday, 1971년 12월 14일~2024년 9월 9일)는 미국의 만화가, 일러스트레이터이다. 그가 작화를 맡은 대표적인 작품으로는 DC 코믹스의 《플래너터리》, 마블 코믹스의 《어스토니싱 엑스맨》 등이 있으며, 이외에는 주로 표지와 설정화를 그렸다. 아이스너상을 몇 번이나 수상하였다.
텍사스주 출신으로 1995년 캘리버 코믹스의 《네거티브 번》으로 데뷔하였으며, 이듬해 샌디에이고 코믹콘 인터내셔널에서 마크 웨이드에게 자신의 포트폴리오를 보여주어 신임을 얻고 이후 대형 출판사에 진출하였다.

## 저작

### DC 코믹스
- 플래너터리(1999-2009) #1-27

### 마블 코믹스
| 제목                | 원제                  | 이슈                      | 작가        | 연도    |
| ------------------- | --------------------- | ------------------------- | ----------- | ------- |
| 캡틴 아메리카 (4부) | Captain America Vol.4 | #1-6                      |             | 2002    |
| 어스토니싱 엑스맨   | Astonishing X-Men     | #1-24, 자이언트 사이즈 #1 | 조스 휘던   | 2004-08 |
| 언캐니 어벤저스     | Uncanny Avengers      | #1-4 "붉은 그림자"        | 릭 리멘더   | 2012-13 |
| 스타워즈            | Star WarsI            | #1-6 "스카이워커의 일격"  | 제이슨 에런 | 2015    |